# Backyard Baseball
Backyard Baseball  est un jeu vidéo de baseball développé par Humongous Entertainment et disponible uniquement aux États-Unis. Il est sorti en 1997 sur PC et Mac, puis en 2002 sur Game Boy Advance, en 2003 sur Gamecube et en 2004 sur PlayStation 2. Le principe est de jouer avec les joueurs professionnels mais en version enfantine.
En 2025, le jeu est publié de nouveau, sous version mobile.